# Eduard Nobiling
Eduard Adolph Nobiling (* 7. Juni 1801 in Lödderitz; † 27. Dezember 1882 in Fachingen) war ein bedeutender deutscher Strombaumeister.

## Leben
Nobiling wurde als Sohn eines Oberförsters im Fürstentum Anhalt-Dessau geboren. Nach dem Besuch des Gymnasiums in Magdeburg ließ er sich in dieser Stadt zum Feldmesser ausbilden. Seine praktische Lehrzeit schloss er mit der staatlichen Feldmesserprüfung und mit der Vereidigung am 15. Juni 1819 ab, worauf er bis zum Oktober 1823 auf Diätenbasis und unter Bezug von Reisekosten von der Königlichen Regierung in Magdeburg bei Stromaufnahmen, Deichanlagen und Bauausführungen im Wasser- und Straßenbau beschäftigt wurde. 
Zwischen 1836 und 1877 hat er sich um den Ausbau und die Regulierung des Rheins und seiner Nebenflüsse mit großem Erfolg bemüht. Als Teil seiner Arbeit zur Rheinbegradigung hat er den Mittelrhein um 40 km verkürzt und Das wilde Gefähr ausgebaut, eine der am schwierigsten zu passierenden Stromschnellen. Von 1851 bis 1877 leitete er die Rheinstrom-Bauverwaltung als Rheinstrombaudirektor.

Das wilde Gefähr 1868. In Rot Felsen, die während des Ausbaus zwischen 1850 und 1868 gesprengt wurden.

Nobiling sah bei all seinen Arbeiten den Fluss als eine Naturerscheinung an, dessen Regulierung nur durch eine Lenkung der Naturkräfte zum Erfolg führen würde. Deshalb hatten alle Maßnahmen planmäßig zu sein und den Strom im Zusammenhang zu sehen, sie mussten aber dennoch schrittweise den jeweiligen örtlichen Gegebenheiten angepasst sein. Die Schiffbarmachung konnte nicht ohne Hochwasserregulierung, ohne Uferschutz und ohne eine Ordnung des Deichwesens erfolgen. Dort, wo erforderlich, wurden Inseln beseitigt, indem sie z. B. mit dem Ufer verbunden wurden. Andere Inseln wurden bei der Planung der Fahrrinne mitberücksichtigt, so dass sie bestehen bleiben konnten.
Eduard Nobilings Neffe Karl Eduard Nobiling (1848–1878) unternahm am 2. Juni 1878 einen Attentatsversuch, bei dem Kaiser Wilhelm I. durch zwei Schrotladungen verletzt wurde. Es war der zweite Versuch in diesem Jahr nach den Revolverschüssen, die Max Hödel am 24. Mai auf den Kaiser abgegeben hatte. Der Attentäter Nobiling schoss sich bei seiner Festnahme in den Kopf und verstarb nach einigen Monaten im Untersuchungsgefängnis, ohne noch einmal vernehmungsfähig gewesen zu sein. Eduard Nobiling hat sich der Tat seines Neffen sehr geschämt und wie die anderen Mitglieder der Familie dankbar die kaiserliche Erlaubnis akzeptiert, sich in Edeling umbenennen zu dürfen. Seit 1878 bis zu seinem Tode nannte er sich Eduard Adolph Edeling.
Edeling verstarb am 27. Dezember 1882 gegen 6 Uhr abends in Fachingen bei Diez. Er wurde auf dem Friedhof in Niederlahnstein beerdigt. In den auf Anregung der Königin von Preußen und späteren Kaiserin Augusta (1811–1890) entstandenen Koblenzer Rheinanlagen erinnert eine Gedenktafel an diesen bedeutenden Wasserbauingenieur.